# Christmas After Midnight
Christmas After Midnight es el primer álbum navideño, y el sexto álbum de estudio de la cantante estadounidense Fantasia. Será publicado por el sello Concord Records el 6 de octubre de 2017 en Estados Unidos.

## Lista de canciones
| N.º | Título                                                    | Escritor(es) | Productor(es) | Duración |  |
| 1.  | «This Christmas»                                          |              |               |          |  |
| 2.  | «Santa Claus Goes Straight to the Ghetto»                 |              |               |          |  |
| 3.  | «The Snow Is Falling»                                     |              |               |          |  |
| 4.  | «Baby, It's Cold Outside» (con CeeLo Green)               |              |               |          |  |
| 5.  | «Jingle Bell Rock»                                        |              |               |          |  |
| 6.  | «The Christmas Song (Chestnuts Roasting on an Open Fire)» |              |               |          |  |
| 7.  | «What Are You Doing New Year's Eve?»                      |              |               |          |  |
| 8.  | «Merry Christmas Baby»                                    |              |               |          |  |
| 9.  | «Have Yourself a Merry Little Christmas»                  |              |               |          |  |
| 10. | «Silent Night»                                            |              |               |          |  |
| 11. | «In the Wee Small Hours of the Morning»                   |              |               |          |  |
| 12. | «Hallelujah»                                              |              |               |          |  |